# 대구광역시 소방안전본부
대구광역시 소방안전본부(大邱廣域市 消防安全本部, Daegu Fire and Safety Department)는 대구광역시를 관할하는 대구광역시청 산하의 소방본부이다. 대구광역시 북구 칠성남로 112에 위치하고 있다.
본부장은 소방준감으로 보한다.
산하에 8개 소방서, 1개 특수구조단을 두고 있다.

## 연혁
- 1975년 대구시 민방위국 소방과 설치
- 1981년 대구직할시 소방안전본부 설치
- 1995년 대구광역시 소방안전본부로 변경
- 2025년 대구소방교육훈련센터가 건립

### 역대 본부장
| 대수 | 이름   | 임기                               |
| ---- | ------ | ---------------------------------- |
| 1대  | 안병찬 | 1981년 7월 4일 ~ 1984년 4월 23일   |
| 2대  | 김두신 | 1984년 4월 24일 ~ 1986년 7월 21일  |
| 3대  | 홍순세 | 1986년 7월 22일 ~ 1989년 7월 25일  |
| 4대  | 조성면 | 1987년 7월 28일 ~ 1991년 5월 15일  |
| 5대  | 최종태 | 1991년 5월 16일 ~ 1992년 4월 7일   |
| 6대  | 박태근 | 1992년 4월 8일 ~ 1994년 3월 31일   |
| 7대  | 황영철 | 1994년 4월 1일 ~ 1996년 4월 27일   |
| 8대  | 김청태 | 1996년 6월 5일 ~ 1999년 8월 10일   |
| 9대  | 김정화 | 1999년 8월 11일 ~ 2001년 2월 12일  |
| 10대 | 김차수 | 2001년 2월 13일 ~ 2003년 7월 28일  |
| 11대 | 김신동 | 2003년 7월 29일 ~ 2004년 2월 15일  |
| 12대 | 함성웅 | 2004년 2월 16일 ~ 2006년 11월 6일  |
| 13대 | 이상의 | 2006년 11월 7일 ~ 2008년 9월 22일  |
| 14대 | 김국래 | 2008년 9월 23일 ~ 2011년 3월 10일  |
| 15대 | 류해운 | 2011년 3월 11일 ~ 2012년 3월 28일  |
| 16대 | 우재봉 | 2012년 3월 29일 ~ 2013년 10월 21일 |
| 17대 | 오대희 | 2013년 10월 22일 ~ 2015년 7월 15일 |
| 18대 | 이창섭 | 2015년 7월 16일 ~ 2016년 5월 16일  |
| 19대 | 남화영 | 2016년 7월 5일 ~ 2017년 10월 31일  |
| 20대 | 이창화 | 2017년 11월 1일 ~ 2019년 10월 9일  |
| 21대 | 이지만 | 2019년 10월 10일                   |
| 22대 | 정남구 | 2023년 1월 1일 ~ 2024년 5월 26일   |
| 23대 | 엄준욱 | 2024년 5월 27일 ~                  |

## 조직
| - 소방행정과 - 행정지원팀 - 기획평가팀 - 예산회계팀 - 안전보건팀 - 소방교육대 | - 예방안전과 - 예방홍보팀 - 안전지도팀 - 테마파크 | - 현장대응과 - 현장지원팀 - 구조팀 - 구급팀 - 화재조사팀 | - 119종합상황실 - 정보통신팀 - 상황1·2·3팀 | - 대구광역시 특수구조단 - 소방감사담당관 - 소방감사팀 - 법무감찰팀 |

## 산하기관
| - 대구중부소방서 - 대구동부소방서 | - 대구서부소방서 - 대구북부소방서 | - 대구수성소방서 - 대구달서소방서 | - 대구달성소방서 - 대구강서소방서 | - 대구강북소방서 |

## 같이 보기
- 대한민국 소방청
- 대한민국의 소방
- 대한민국 소방공무원